# رودولفو تيوفيلو
رودولفو تيوفيلو (بالبرتغالية: Rodolfo Marcos Theóphilo‏) (6 مايو 1853، سالفادور في البرازيل - 2 يوليو 1932، فورتاليزا في البرازيل)؛ شاعر، كاتب وروائي برازيلي.